# Goviller
Goviller település Franciaországban, Meurthe-et-Moselle megyében. Lakosainak száma 419 fő (2022. január 1.). Goviller Crépey, Dolcourt, Germiny, Lalœuf, Parey-Saint-Césaire, Selaincourt, Thélod és Vitrey községekkel határos.

## Népesség
A település népességének változása:
| Lakosok száma | 333  | 308  | 336  | 379  | 412  | 425  | 425  | 421  | 420  | 419  |
|               | 1968 | 1982 | 1990 | 2006 | 2013 | 2015 | 2017 | 2019 | 2020 | 2022 |